# Sugar Todd
Sugar Rashelle-Faye Chelsea Todd (* 19. Juli 1990 in Omaha) ist eine ehemalige US-amerikanische Eisschnellläuferin.

## Werdegang
Todd wurde zweimal US-amerikanische Juniorenmeisterin und belegte bei den Juniorenweltmeisterschaften 2009 in Zakopane den zehnten Platz in der Teamverfolgung. Im folgenden Jahr nahm an sie bei den Juniorenweltmeisterschaften 2010 in Moskau an vier Läufen teil, wobei der 23. Platz über 500 m und der 11. Rang in der Teamverfolgung ihre besten Ergebnisse waren. In der Saison 2011/12 siegte sie bei den Nordamerikameisterschaften in Calgary über 1000 m und startete in Salt Lake City erstmals im Eisschnelllauf-Weltcup, wobei sie in der B-Gruppe die Plätze 12 und 11 über 500 m errang. In der Saison 2013/14 kam sie bei den Olympischen Winterspielen 2014 in Sotschi auf den 32. Platz über 1000 m sowie auf den 28. Rang über 500 m und bei der Sprintweltmeisterschaft 2014 in Nagano auf den 14. Platz. Im folgenden Jahr errang sie bei der Sprintweltmeisterschaft in Astana den 13. Platz. In der Saison 2015/16 erreichte sie mit drei Platzierungen unter den ersten Zehn über 500 m ihre ersten und einzigen Top-Zehn-Platzierungen im Weltcupeinzel und kam damit auf den 16. Platz in der Weltcupwertung über 500 m. Bei der Sprintweltmeisterschaft 2016 in Seoul lief sie auf den 19. Platz und bei den Einzelstreckenweltmeisterschaften 2016 in Kolomna auf den 20. Platz über 1000 m sowie auf den 17. Rang über 500 m. In der folgenden Saison belegte sie bei der Sprintweltmeisterschaft 2017 in Calgary den 16. Platz und bei den Einzelstreckenweltmeisterschaften 2017 in Gangneung den 20. Rang über 500 m. Ihren letzten Weltcup absolvierte sie im Dezember 2017 in Salt Lake City, welchen sie in der B-Gruppe auf dem 12. Platz über 1000 m beendete.

## Erfolge

### Olympische Spiele
- 2014 Sotschi: 29. Platz 500 m, 32. Platz 1000 m

### Einzelstrecken-Weltmeisterschaften
- 2016 Kolomna: 17. Platz 500 m, 20. Platz 1000 m
- 2017 Gangneung: 20. Platz 500 m

### Sprint-Weltmeisterschaften
- 2014 Nagano: 14. Platz Mehrkampf
- 2015 Astana: 13. Platz Mehrkampf
- 2016 Seoul: 19. Platz Mehrkampf
- 2017 Calgary: 16. Platz Mehrkampf

## Persönliche Bestzeiten
| Disziplin | Zeit        | Datum             | Ort            |
| --------- | ----------- | ----------------- | -------------- |
| 500 m     | 37,63 s     | 20. November 2015 | Salt Lake City |
| 1000 m    | 1:15,05 min | 26. Februar 2017  | Calgary        |
| 1500 m    | 1:57,81 min | 19. März 2017     | Calgary        |
| 3000 m    | 4:30,98 min | 27. November 2005 | Calgary        |